# Контактна мережа тролейбуса

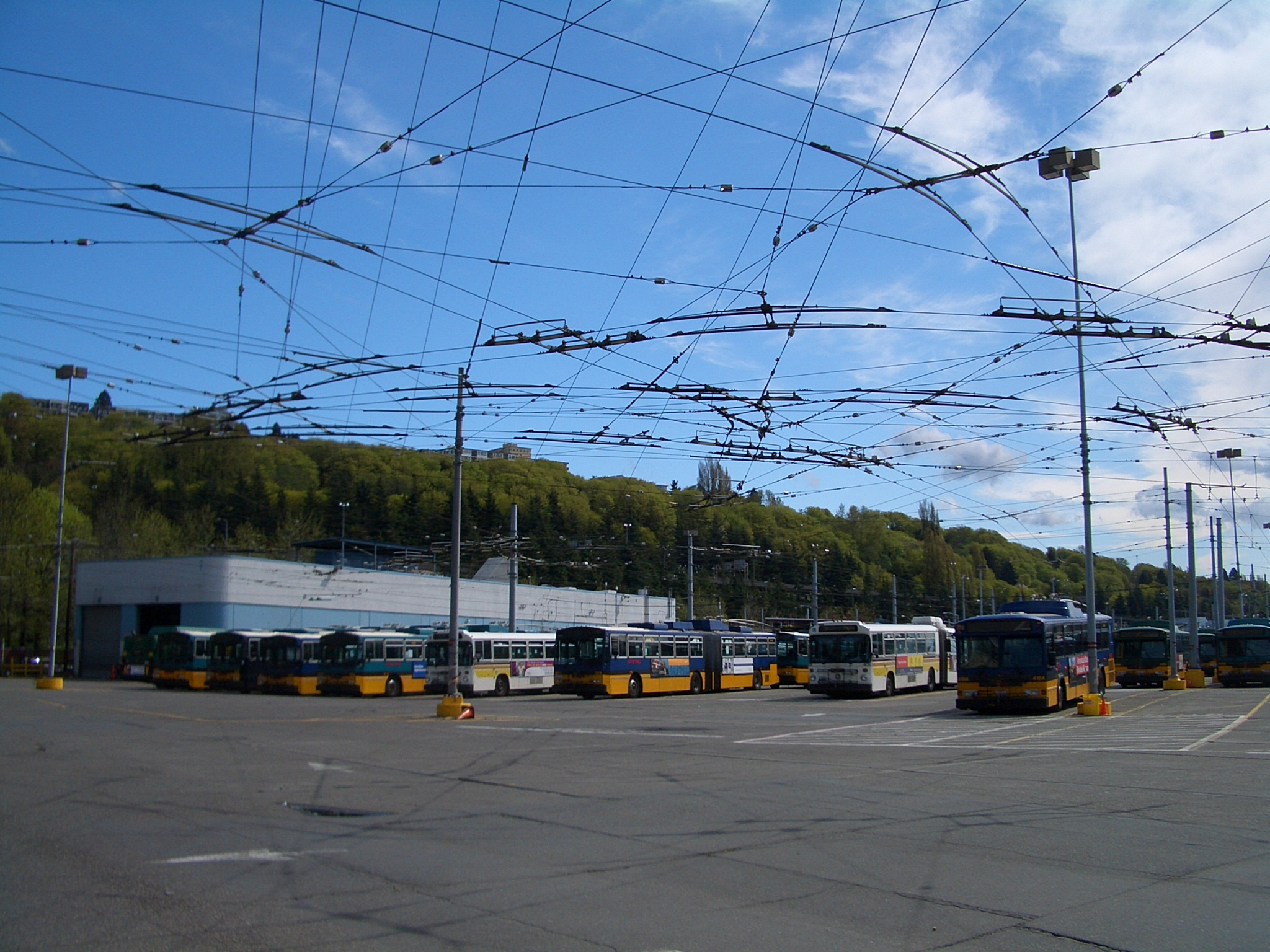
Густа контактна мережа в тролейбусному парку Сієтла

Контактна мережа тролейбуса — технічне спорудження інфраструктури тролейбусу, що слугує для передачі електроенергії з тягових підстанцій на електрорухомий склад. 
Для електропостачання тролейбусів застосовується повітряна контактна мережа.

## Габарити та розміри
В Україні висота  підвішування  контактних проводів у точках підвішування над рівнем дорожнього покриття або над рівнем головки рейки встановлюється рівною 5,8 м з допустимими відхиленнями: вниз - до 0,15, вгору - до 0,10 м
Допускаються зменшення висоти підвішування контактних проводів над рівнем дорожнього полотна:
- всередині будівель тролейбусних парків — до 5,2 м,
- у воротах будівель тролейбусних парків — до 4,7 м,
- під новими або реконстрйованими штучними спорудами — до 4,4 м,
- під новими або реконстрйованими штучними спорудами — до 4,2 м.

Необхідно дотриманням вимог плавної зміни висоти підвішування контактних дротів.
Відстань між дротами різної полярності складає 520 мм.

## Електричні параметри
Номінальна напруга контактної мережі тролейбуса в Україні складає 600В постійного струму, з допустимим відхиленням +20 та -33%. В майбутньому розглядається можливість на перехід в новий стандарт з номінальною напругою 750В як у країнах Європейського Союзу.
Ізоляція контактної мережі виконується подвійною. Випробувальна напруга складає 5 кВ.
Дріт позитивної полярності розташовується з правого боку за рухом, а негативної — з лівої.

## Будова

Поперечний переріз контактного дроту

На відміну від контактної мережі рейкового транспорту, контактна мережа тролейбуса — дводротова. У зв'язку з цим вона має велику складність і велике навантаження на опори. Крім того потрібна організація спеціальних перетинів як в переїзді через трамвайну, так і через іншу тролейбусну лінію. У місцях повороту повинно бути досить плавне закруглення для зменшення бічного навантаження на контактний дріт і запобігання сходу струмоприймачів.
Основними елементами контактної мережі є:
- Опори і опорні конструкції
- Контактні підвіски
- Арматура та спецчастини
- Контактні дроти
- Живлячі і підсилюючі дроти

Для тролейбусної контактної мережі в Україні найчастіше використовують дріт марки МФ-85 (мідний фасонний перерізом 85 мм²), як і в інших пострадянських країнах. Анологічні дроти, але з іншим маркуванням, використовують і по всьому світу.

### Несучі споруди
Несучими спорудами для контактної мережі можуть слугувати як опори, розраховані на вагу контактної мережі, так і стіни будівель і т.ін. Можуть використовуватися залізобетонні або металеві опори різних видів, які можуть також служити опорами вуличного освітлення. Кріплення контактної підвіски до стін будинків здійснюється з використанням шумогасників.

### Види підвіски контактної мережі

#### Проста некомпенсована підвіска
Напівжорстка підвіска. Буває на гнучких поперечках (рисунок) та кронштейнах. Відстань між опорами 25-30 м
1 — контактний дріт; 2 — поперечний трос, 3 — опора, 4 — хомут, 5 — 1-й ізолятор; 6 — 2-й ізолятор
Переваги:
- простота влаштування та обслуговування.

Недоліки:
- погана пружність мережі
- відсутність компенсації зміни натяжіння дротів від перепаду температур
- нормативна швидкість руху 40 км/год.

Вузол підвішування дротів при простій підвісці
1 — підвіс неізольований двоплечий (ПНД), 2 — місце кріплення зажиму контактного дроту; 3,4 — ізолятор

#### Поперечно-ланцюгова некомпенсована підвіска
Підвіска є розвитком простої. Необхідна для підвішування більше ніж двох ліній або важких спецчастин, щоб зберегти нормативну висоту мережі над рівнем дороги. Відстань між опорами 25-30 м

#### Повздовжньо-ланцюгова підвіска
Буває на гнучких поперечках або кронштейнах (рисунок). Може виконуватися напівкомпенсованою і некомпенсованою. Відстань між опорами 40-45 м
1 — контрфорса (відтяжка); 2 — кронштейн; 3 — поздовжній трос; 4 — контактний дріт
Переваги:
- хороша пружність, що покращує контакт та зменшує знос дротів та вставок струмоприймачів
- більша допустима швидкість руху (60 км/год),
- менша кількість опор

Недоліки:
- складність монтажу та обслуговування.

#### Підвіска на кривих
Підвіска на кривих ділянах вконується, як правило простою або поперечно-ланцюговою.

#### Маятникова підвіска
Відстань між опорами 25-30 м
Переваги:
- дозволяє виключити як сезонні регулювання натягу контактних проводів, так і складні механізми стабілізації натягу.
- забезпечує гарну пружність контактної мережі.

Недоліки:
- складність монтажу та обслуговування.

#### Полігонна підвіска
Підвіска, у якої поперечки кріпляться до опор чи споруд через розгалуджену мережу додаткових тросів, що утворюють багатокутники (полігони) у горизонтальні площині.

### Спецчастини контактної мережі
До спеціальних частин контактної мережі відносяться:
- Тролейбусні стрілки
- Тролейбусні (або трамвайно-тролейбусні) перетини
- Секційні ізолятори
- Кривотримачі
- Термокомпенсатори